# Paul Giéra
Paul Giéra (22. januar 1816 i Avignon—26. april 1861 sammesteds) var en fransk digter.
Giéra var notar i Avignon. Det var i hans villa, Font-Ségugne, uden for landsbyen Gadagne, at Felibre-forbundet blev stiftet 21. maj 1854. Felibrerne samledes i disse år ofte i hans hus, og hans personlige elskværdighed og gemytlige gæstfrihed har i høj grad bidraget til at samle det uensartede poetiske selskab og få et organiseret arbejde i gang. Hans egne digte er få og ubetydelige, samlede og udgivne sammen med 4 andre felibrers produktion af Mistral under titlen Un liame de rasin (dvs. "et knippe drueklaser"), Avignon 1865.